# Campionato italiano di hockey su ghiaccio 2004-2005
Il campionato italiano maschile di hockey su ghiaccio 2004-2005 era articolato in Serie A, Serie A2, Serie C Under 26 e Serie C Interregionale.

## Serie A
Dopo la riforma dell'anno precedente, la Serie A maschile di hockey su ghiaccio 2004-2005 vedeva iscritte 10 squadre: Alleghe HC, Asiago Hockey AS, HC Bolzano, SG Cortina, SHC Fassa, HCJ Milano Vipers, SV Ritten Renon, HC Torino Bulls, HC Val Pusteria Lupi Brunico, AS Mastini Varese. Si tratta delle squadre del Gruppo A1 2003-2004 (con l'eccezione del Merano autorelegatosi in Serie A2) e delle prime due classificate del Gruppo A2 (più il Torino Bulls, terzo classificato, ripescato al posto degli altoatesini)
Le squadre si sono affrontate in un doppio girone di andata e ritorno, seguito dai play-off (tra le prime otto) e dai playout (tra le ultime due).

### Regular Season
Classifica finale
| Squadra      | Pt. | Vinte | Perse | Nulle | GF  | GS  |
| ------------ | --- | ----- | ----- | ----- | --- | --- |
| Milano       | 58  | 24    | 2     | 10    | 168 | 179 |
| Cortina      | 49  | 23    | 5     | 8     | 112 | 65  |
| Bolzano      | 45  | 20    | 11    | 5     | 142 | 112 |
| Asiago       | 45  | 18    | 9     | 9     | 124 | 98  |
| Fassa        | 35  | 13    | 14    | 9     | 107 | 106 |
| Varese       | 35  | 13    | 14    | 9     | 116 | 110 |
| Renon        | 26  | 10    | 20    | 6     | 87  | 104 |
| Val Pusteria | 25  | 10    | 21    | 5     | 106 | 137 |
| Alleghe      | 22  | 8     | 22    | 6     | 89  | 153 |
| Torino       | 15  | 6     | 27    | 3     | 84  | 170 |

### Play-off
Le serie si sono giocate al meglio delle 7 gare.

#### Quarti di finale
```
Gara 1
 - 12 febbraio 
2005

Milano - Val Pusteria 5-1
Cortina - Renon       3-0
Asiago - Fassa        4-3
Bolzano - Varese      5-6
```

```
Gara 2
 - 15 febbraio 
2005

Val Pusteria - Milano 2-3
Renon - Cortina       4-2
Fassa - Asiago        1-2
Varese - Bolzano      6-4
```

```
Gara 3
 - 17 febbraio 
2005

Milano - Val Pusteria 8-0
Cortina - Renon       0-3
Asiago - Fassa        4-2
Bolzano - Varese      3-1
```

```
Gara 4
 - 19 febbraio 
2005

Val Pusteria - Milano 0-3
Renon - Cortina       3-7
Fassa - Asiago        4-6
Varese - Bolzano      1-2
```

```
Gara 5
 - 22 febbraio 
2005

Cortina - Renon       4-1
Bolzano - Varese      8-3
```

```
Gara 6
 - 24 febbraio 
2005

Renon -Cortina        0-1
Varese - Bolzano      2-4
```

#### Semifinale
```
Gara 1
 - 1º marzo 
2005

Milano - Bolzano      7-1
Cortina - Asiago      5-6
```

```
Gara 2
 - 3 marzo 
2005

Bolzano - Milano      3-4
Asiago - Cortina      1-2
```

```
Gara 3
 - 5 marzo 
2005

Milano - Bolzano      3-2
Cortina - Asiago      4-2
```

```
Gara 4
 - 8 marzo 
2005

Bolzano - Milano      4-7
Asiago - Cortina      2-4
```

```
Gara 5
 - 10 marzo 
2005

Cortina - Asiago      4-3
```

#### Finale
```
Gara 1
 - 19 marzo 
2005

Milano - Cortina       2-1
```

```
Gara 2
 - 22 marzo 
2005

Cortina - Milano       2-1
```

```
Gara 3
 - 24 marzo 
2005

Milano - Cortina       6-5
```

```
Gara 4
 - 26 marzo 
2005

Cortina - Milano       4-3
```

```
Gara 5
 - 29 marzo 
2005

Milano - Cortina       5-2
```

```
Gara 6
 - 31 marzo 
2005

Cortina - Milano       2-1
```

```
Gara 7
 - 5 aprile 
2005

Milano - Cortina       4-1
```

 L'Hockey Club Junior Milano Vipers si aggiudica il quarto scudetto consecutivo.
Formazione Campione d'Italia:

Craig Adams – Giuseppe Busillo – Mario Chitarroni – Mark Demetz – Rob Di Maio – Magnus Eriksson – Dino Felicetti – Armin Helfer – Tomi Källarsson – Lauri Kinos – Leszek Laszkiewicz – Riku-Petteri Lehtonen – Sasha Meneghetti – Andrea Molteni – Matteo Molteni – Max Oberrauch – Justin Peca – Alessandro Re – Jörgen Rickmo – Marc Savard – Ryan Savoia – Matt Smith – Niklas Sundström – Daniel Tkaczuk – Jani Tuominen.

Coach: Adolf Insam.

### Play-out
```
Gara-1
 - 12 febbraio 2005

Alleghe
 - Torino   2-0
```

```
Gara-2
 - 15 febbraio 2005
Torino - 
Alleghe
   3-4
```

```
Gara-3
 - 17 febbraio 2005

Alleghe
 - Torino   2-0
```

```
Gara-4
 - 19 febbraio 2005
Torino - 
Alleghe
   2-5
```

L'HC Torino Bulls retrocede dopo lo spareggio play-out contro l'Alleghe.

## Coppa Italia e Supercoppa Italiana

### Coppa Italia
La Coppa Italia 2004 si è svolta con il sistema della final-four tra le prime quattro squadre classificate al termine del primo girone di andata e ritorno del campionato di Serie A: HCJ Milano Vipers, HC Bolzano, SHC Fassa e SG Cortina.

#### Semifinali
```
Gara Unica
 - 11 dicembre 
2004

Milano - Cortina       6-3
Bolzano - Fassa        3-2
```

#### Finale
```
Gara Unica
 - 12 dicembre 
2004

Milano - Bolzano       3-1
```

 L'Hockey Club Junior Milano Vipers si aggiudica la sua seconda Coppa Italia.

### Supercoppa Italiana
```
Gara Unica
 - 24 settembre 
2004

Milano - Bolzano       3-5
```

 L'Hockey Club Bolzano si aggiudica la sua prima Supercoppa Italiana

## Serie A2
La seconda divisione è denominata Serie A2. Per la stagione 2004-05 erano iscritte 10 squadre: HC Appiano, HC Bressanone, S.V. Caldaro, H.C. Egna Wild Goose, H.C. Merano, Pontebba Aquile, H.C. Settequerce, H.C. Gherdëina - Val Gardena, H.C. Valpellice e W.S.V. Vipiteno Broncos.
La formula: doppio girone di andata e ritorno seguito dai play-off (con serie al meglio delle 5 gare).
La Regular Season ha visto un dominio altoatesino, avendo chiuso in testa l'Egna, seguito da Merano, Vipiteno, Appiano e Caldaro (queste ultime tre a pari punti). Seguivano poi - nell'ordine - Pontebba, Val Gardena, Settequerce, Valpellice e Bressanone.
Le prime quattro classificate superano i quarti di finale, e le semifinali si chiudono entrambe a gara 3, con Vipiteno e Merano a disputare la finale.

### Finale
```
Gara 1
     - 18 marzo 
2005

Merano - Vipiteno 4-2

Gara 2
     - 21 marzo 
2005

Vipiteno - Merano 7-4

Gara 3
     - 23 marzo 
2005

Merano - Vipiteno 0-1

Gara 4
     - 25 marzo 
2005

Vipiteno - Merano 5-2

Gara 5
     - 28 marzo 
2005

Merano - Vipiteno 2-3
```

Il Wintersportverein Vipiteno - Sterzing Broncos viene promosso in serie A. Tuttavia la società durante l'estate 2005 rinuncerà a disputare il successivo campionato di Serie A.
Formazione campione della serie A2:

Patrick Bernard, Denis Chalifoux, Frank DeMasi, Robert Donovan, Jeremy Garrison, Daniel Göller, Alexander Gschliesser, Martin Haller, Peter Holzmann, Marco Leinonen, Diego Marchiori, Pontus Morèn, Mirko Moroder, Thomas Örtner, Domenic Perna, Thomas Pichler, Christian Rainer, Amadeus Schifferle, Michael Sparber, David Stricker, Alexander Thaler, Kim Vähänen, Dietmar Wieser, David Wild.

## Serie C Under 26
La terza divisione ha una particolarità: le squadre partecipanti possono schierare soltanto giocatori Under 26, tanto che la denominazione ufficiale è Serie C - Under 26. Sono 10 le squadre partecipanti: AS Hockey Pergine, HC Amatori Agordino, HC Feltreghiaccio, HC Dobbiaco, HIL Vallée d'Aoste, SC Ora, SC Prad, SG Malè Val di Sole, SV Lana e WSG Stilves - Stilfes.
La formula: girone di andata e ritorno seguito dai play-off.
La Regular Season vide chiudere in testa l'HC Amatori Agordino. Escluse dai play-off furono Lana e Malè. La finale, al meglio delle tre gare, fu fra Amatori Agordino e Ora, con i bellunesi vincitori 4-0 in casa e 4-2 in trasferta.

## Serie C2 Over 26
Ai nastri di partenza dieci formazioni sono iscritte al Girone A della zona occidentale, mentre la zona orientale comprende i Gironi B e C.
Il campionato di Serie C2 viene disputato in una sola fase di Andata e Ritorno (regular season) e non dà diritto alla squadra
vincente di salire di categoria. Esso viene vinto dal Chiavenna.